# Habronyx sonani
Habronyx sonani là một loài tò vò trong họ Ichneumonidae.